# Pampa (canción)
Pampa es una canción típica de Costa Rica, obra del compositor nacional Jesús Bonilla Chavarría (música) y del escritor y poeta Aníbal Reni (letra). Es un vals criollo que rememora la belleza natural y escénica del paisaje de la provincia de Guanacaste, conocida en Costa Rica como la "pampa" por sus grandes llanuras, así como la idealización de la vida rural campesina relacionada con el ganado y la hacienda.